# Bronssvala
Bronssvala (Tachycineta euchrysea) är en utrotningshotad fågel i familjen svalor  som numera enbart förekommer på Hispaniola.

## Utseende och läten
Bronssvalan är en 12 cm lång, bronsgrön och vit svala. Ovansidan, inklusive örontäckare och haka, är glänsande bronsgrön, på manteln mestadels bronsfärgad och på vingpennor och stjärt mörkare. Undersidan är vit, men honor är ibland lätt gråbrunfläckade undertill. Ungfågeln är i mindre utsträckning glansig och mer fläckad undertill med sotgrå huvudsidor. Lätet beskrivs i engelsk litteratur som ett tvåstavigt "tchee weet".

## Utbredning och systematik
Bronssvala delas in i två underarter med följande utbredning:
- Tachycineta euchrysea euchrysea – förekommer i bergstrakter på Jamaica
- Tachycineta euchrysea sclateri – förekommer i bergstrakter på Hispaniola

## Status
Bronssvalan har ett litet, fragmenterat och krympande utbredningsområde. Världspopulationen består av endast mellan 1500 och 7000 häckande individer. Arten har minskat kraftigt sedan 1800-talet, dock i avtagande takt. Internationella naturvårdsunionen IUCN kategoriserar arten som sårbar.